# Sueños de robot
Sueños de robot (Robot Dreams) (1986) es una colección de catorce cuentos y siete novelas cortas de Isaac Asimov. La mayoría habían sido publicados en otras colecciones anteriormente siendo esta recopilación motivada por la colección de dibujos realizada por Ralph McQuarrie (diseñador de numerosas películas de ciencia ficción) ilustrando las historias de Asimov. La historia Sueños de robot fue la única escrita explícitamente para esta recopilación y narra el descubrimiento por la doctora Susan Calvin de un robot con perturbadores sueños. Muchas de las otras historias están inspiradas en conflictos entre los robots y las tres leyes de la robótica de Asimov.
Asimov consideraba dos de los relatos de esta colección: "La última pregunta" y "El chiquillo feo" como sus dos cuentos predilectos seguidos por "El hombre bicentenario", publicado en otras recopilaciones. Por su parte el cuento "Sueños de robot" fue nominado al premio Nébula de 1986 y Hugo de 1987 como mejor historia corta ganando el premio Locus de 1986 de la misma categoría y aparece en otras recopilaciones de historias de robots de diferentes autores.
Cuatro de las historias pertenecen a la Serie de los robots y cinco a la de Multivac.

## Contenido
- "Pequeño robot perdido" ("Little Lost Robot") (1947), novela corta, Serie de los robots, aparece también en las colecciones Yo, Robot y El robot completo
- "Sueños de robot" ("Robot Dreams") (1986), Serie de los robots, historia original para esta recopilación
- "Sobre los ángeles", o "¿Se cría allí un hombre?", o "¿Criar un hombre...?", o "Creced y multiplicaos", o "¿Se engendra ahí el hombre?", o "¿Creced y multiplicaos...?" ("Breeds There a Man...?") (1951), novela corta
- "Huésped", o "Anfitriona" ("Hostess") (1951), novela corta
- "Sally" (1953), Serie de los robots, aparece también en El robot completo
- "Esquirol", o "Rompehuelgas", u "Hombre contra mundo" ("Male Strikebreaker", o "Strikebreaker") (1957)
- "La máquina que ganó la guerra" ("The Machine that Won the War") (1961), serie Multivac
- "Los ojos hacen algo más que ver" ("Eyes Do More Than See") (1965)
- "A lo marciano", o "El sistema marciano" ("The Martian Way") (1952), novela corta, apareció originalmente en la colección A lo marciano
- "Sufragio universal", o "Derecho político", o "Privilegio" ("Franchise") (1955), serie Multivac
- "Chancero", o "El chistoso" ("Jokester") (1956), serie Multivac
- "La última pregunta" ("The Last Question") (1956), serie Multivac
- "¿Le importa a una abeja?" ("Does a Bee Care?") (1957)
- "Versos luminosos", o "Rima ligera" ("Light verse") (1973), Serie de los robots
- "Sensación de poder", o "La sensación de poder" ("The Feeling of Power") (1958)
- "Escriba mi nombre con una S", o "Mi nombre se escribe con S" ("Spell My Name with an S", o "S as in Zebatinsky") (1958)
- "El chiquillo feo", o "El niño feo" ("The Ugly Little Boy", o "Lastborn") (1958), novela corta, expandida en la novela Hijo del tiempo por Robert Silverberg
- "La bola de billar" ("The Billiard Ball") (1967), novela corta, apareció por primera vez en Lo mejor de Isaac Asimov
- "Amor verdadero" ("True Love") (1977), Serie de los robots y serie Multivac
- "La última respuesta" ("The Last Answer") (1980)
- "Que no sepan que recuerdas", o "Para que no recordemos", o "Por miedo de que recordemos" ("Lest We Remember") (1982), novela corta

## Referencia bibliográfica
- Isaac Asimov, Sueños de robot. Editorial Debolsillo: Barcelona, 2004. ISBN 84-9793-137-8

- Datos: Q13385022